# الطريق الجهوية رقم 57 (تونس)
الطريق الجهوية رقم 57 أو ط ج 57 طريق ثانوية تونسية تصل بين الطريق الوطنية رقم 7 والطريق الجهوية رقم 51، ثم بين الطريق الجهوية رقم 51 والطريق الوطنية رقم 7، وهو طريق دائرية حول بحيرة إشكل من الشرق والشمال والغرب.